# Усмивки на природата
„Усмивки на природата“ е български игрален филм от 1969 година на режисьора Константин Григориев.

## Актьорски състав
Не е налична информация за актьорския състав.